# 荻野みどり
荻野 みどり（おぎの みどり）は日本の起業家。ナチュラル＆オーガニック食品ブランド「BROWN SUGAR 1ST.」の代表取締役社長である。2011年に青山・国連大学前のファーマーズマーケットで事業を開始し、後にココナッツオイルの輸入と提案、企業展開を進めた。

## 略歴
2011年、東京都港区青山にある国連大学前のファーマーズマーケットにて手作りの焼き菓子の販売から事業をスタート。その後、2013年に「BROWN SUGAR 1ST.」を法人化し、代表取締役に就任した。当初はココナッツオイルやココナッツシュガーの輸入・販売を中心に展開し、のちにアップルソースやアップルサイダービネガーなどの調味料、薬膳おやつシリーズ（なつめ、クコ、蓮の実）やココナッツブラウニークリスプなど自然派スナックなどの自社開発製品を国内外へ展開。2025年には、ココナッツを主原料としたVEGANバター「Better than Butter」を発売開始。ニューヨークに支社を設立後、アメリカやフランスの自然食品市場への進出を進め、国際的な流通基盤の構築に取り組んでいる。

## 主な活動・評価
食品添加物・化学調味料・白砂糖などを使用しない自然派食品の提供に注力しており、特に「自分の子どもに食べさせたいか？」という視点を商品開発の軸としてきた。ココナッツオイルブームを作った起業家として、また、子育てをしながら商品を開発し流通させている女性起業家のロールモデルとしても注目され、その活動は国内外のメディアにも取り上げられており、いくつかの番組・出版物にて紹介された。

## 出演

### テレビ
- 『ガイアの夜明け』「追跡！食品ロスとの闘い」（テレビ東京、2018年3月13日）[8]
- 『ヒルナンデス！』「社長とごはんするンデス！」（日本テレビ、2021年2月18日）[9]
- 『日曜はカラフル！』女性社長特集（TOKYO MX、2021年10月17日）[10]
- ヒルナンデス！“社長とごはんするンデス！(2021年2月18日)
- フジテレビ ポップUP＜ＴＨＥサクセスハウス＞稼ぐ女性のお宅を突撃訪問！サクセスストーリー徹底取材（2022年４月13日）
- JAPAN TIMES（英語）“Japanese lactivist public breastfeeding taboo young mothers”
- CGTN（英語）CESインタビュー（2019年）

## 出版
- 『こじらせママが子育てしながらココナッツオイルで年商7億』 集英社、2015年。ISBN 978-4087860955[11]
- 『今すぐ使いたい! ココナッツオイル: 免疫力・脂肪燃焼・美髪・美肌…話題の油のすべて』 小学館、2015年。ISBN 978-4091037329[12]
- 『ココナッツオイルのヘルシーおやつ 子どもから大人まで』 講談社、2015年。ISBN 9784062197786[13]
- 『ココナッツオイル生活をはじめよう COCONUT OIL PERFECT BOOK』 講談社、2014年。ISBN 978-4062191661[14]
- 『一看就会！椰子油原来这么用』 世界图书出版公司（中国語簡体字、中国、2017年）[15]
- 『現在馬上就想用椰子油』 天下雑誌出版（繁体字版、台湾、2016年）[16]

## 取材・記事掲載
- VOGUE Japan「ブラウンシュガーファースト代表、荻野みどりに聞く10の質問。【世界18ヶ国の働く女性たち】」[17]
- VOGUE Japan「“捨てない”ことが第一歩。荻野みどりが提唱する、食べ物を棄てない日本計画。」[18]
- 日経ARIA「レジリエンスで生きていく」[19]
- 日経XTREND「ゼロからのブランディング、私なりの必勝法」[20]
- PRESIDENT WOMAN「他社の撤退後もオンリーワンで継続 ブームが去っても生き残れるビジネスとは」[21]
- 朝日新聞EduA「経営者の子育て　ココナッツオイルブームの立役者 荻野みどりさん 親としての役目は全力応援と並走」[22]
- 食育丸の内「【Conscious Woman】荻野みどり #1 仕事観「豊かな食を未来へつなぐ」」[23]
- JR東日本 東京感動線「原宿だからこそ『食』への考えが深められた」[24]
- Apparel Web「Summer FancyFood Show 2024 現地リポート」[25]

## 受賞歴
- VOGUE BEAUTY AWARD 2014 ナチュラル ワンダー賞（有機エキストラバージンココナッツオイル）[26]
- @cosmeベストコスメアワード2015 フード・ドリンク部門 第2位（有機ココナッツオイル）[27]
- @cosmeベストコスメアワード2016 フード部門 第3位[28]
- Great Taste Awards 2018 有機エキストラバージンココナッツオイル 2つ星受賞[29]
- Great Taste Awards 2024（スピリッツ部門）：ORGANIC HIGHLAND HARVEST シングルモルト 最高金賞、ORGANIC JUNIPER GREEN TROPHY GIN 銅賞、ORGANIC BLACK CHAI GIN 銀賞[30]